# 毛果诸葛菜
毛果诸葛菜（学名：Orychophragmus violaceus var. lasiocarpus）为十字花科诸葛菜属诸葛菜的变种。分布在中国大陆的江苏等地，常生长在潮湿地方，目前尚未由人工引种栽培。